# Список похороненных на Аллее почётного захоронения в Баку
На Аллее почётного захоронения в Баку похоронены видные азербайджанские деятели культуры, науки, литературы и искусства, Герои Советского Союза, политики, революционеры, а также отличившиеся в различных областях экономики и сельского хозяйства и заслужившие почётные звания.

### Музыка и театр

Надгробный памятник Узеиру Гаджибекову

Надгробный памятник Муслиму Магомаеву

Могила Бюльбюля

- Адыгёзалов, Васиф Зульфугар оглы — композитор; брат скрипача Рауфа Адигезалова.
- Алекперова, Шовкет Фейзулла кызы — певица. Народная артистка Азербайджанской ССР.
- Алескеров, Сулейман Эйюб оглы — композитор. Народный артист Азербайджанской ССР, заслуженный деятель искусств Азербайджанской ССР.
- Ализаде, Акшин Алигулу оглы — композитор
- Алмасзаде, Гамэр Гаджиага кызы — первая азербайджанская балерина. Народная артистка СССР (1959).
- Амиров, Фикрет Мешади Джамиль оглы — композитор. Народный артист СССР (1965). Герой Социалистического Труда (1982).Скульптор надгробного памятника — Омар Эльдаров.
- Ахмедова, Франгиз Юсиф кызы — оперная певица. Народная артистка СССР.
- Бейбутов, Рашид Маджид оглы — эстрадный и оперный певец (лирический тенор) и актёр. Народный артист СССР (1959). Герой Социалистического Труда.
- Бюльбюль — народный и оперный певец (тенор), один из основоположников азербайджанского национального музыкального театра. Народный артист СССР (1938). Скульптор надгробного памятника — Токай Мамедов, архитектор — Г. Мухтаров (1969)[1].
- Векилова, Лейла Махат кызы — балерина. Народная артистка СССР (1967).
- Гаджибеков, Зульфугар Абдул Гусейн оглы — композитор. Заслуженный деятель искусств Азербайджанской ССР (1943), один из основателей Азербайджанского театра музыкальной комедии; брат Узеира Гаджибекова и отец Ниязи Тагизаде-Гаджибекова. Барельеф выполнен из тёмной бронзы на фоне красного гранита, на котором выгравированы молодой певец-ашуг и девушка, герои его оперы — Ашик Гариб. Скульптор надгробного памятника — Джалал Карягды (1962)[2]
- Гаджибеков, Султан Исмаил оглы — композитор, дирижёр, педагог. Народный артист СССР (1973).
- Гаджибеков, Узеир Абдул-Гусейн оглы — композитор, дирижёр, публицист, драматург и педагог. Первый мусульманин — автор оперы.  Народный артист Азербайджанской ССР, народный артист СССР (1938),Скульптор — Омар Эльдаров, архитектор — Г. Мухтаров[1]
- Гаджибекова, Малейка Гасанага кызы — педагог, просветитель, музыковед; супруга Узеира Гаджибекова.
- Гаджиев, Ахмед Джевдет Исмаил оглы — композитор. Народный артист Азербайджанской ССР (1960).
- Гаджиев, Рауф Солтан оглы — композитор. Народный артист Азербайджанской ССР (1964), народный артист СССР (1978), министр культуры Азербайджанской ССР (1965—1971).
- Кадымова, Сара Бабиш кызы — певица. Народная артистка Азербайджанской ССР (1963). Скульптор надгробного памятника — Зейналабдин Искендеров[3].
- Гусейнкули Сарабский — оперный певец (тенор), композитор, драматург, актёр театра, режиссёр-постановщик и музыкант (тар). Народный артист Азербайджанской ССР (1932). Надгробный памятник изображён в виде Меджнуна. Скульптор — Хаят Абдуллаева, архитектор — Ш. Зейналова[1].
- Джахангиров, Джахангир Ширгяшт оглы — композитор, дирижёр, хормейстер. Народный артист Азербайджанской ССР (1964).
- Иманов, Лютфияр Муслим оглы — певец. Народный артист СССР (1977)
- Караев, Кара Абульфаз оглы — композитор и педагог, один из крупнейших деятелей азербайджанской культуры послевоенного времени. Народный артист СССР (1959). Герой Социалистического Труда.
- Кулиев, Тофик Алекпер оглы — азербайджанский композитор, пианист и дирижёр. Народный артист Азербайджанской ССР.
- Магомаев, Муслим Магометович — композитор и дирижёр, один из основоположников азербайджанской классической музыки; отец министра местной промышленности Азербайджанской ССР Джамаладдина Магомаева и дед певца Муслима Магомаева.
- Магомаев, Муслим Магометович — советский, азербайджанский и российский оперный и эстрадный певец (баритон), композитор. Народный артист СССР (1973)[4]. Скульптор — Омар Эльдаров.
- Мамедли, Гулам Мамед оглы — журналист, литературовед и театровед. Заслуженный работник культуры Азербайджанской ССР (1977).
- Мамедова, Шовкет Гасан кызы — первая азербайджанская оперная певица (лирическое колоратурное сопрано) и педагог. Народная артистка СССР (1938).
- Никольский, Василий Алексеевич — артист оперы (бас). Народный артист Азербайджанской ССР (1934).
- Пиримов, Гурбан Бахшали оглы — тарист.  Народный артист Азербайджанской ССР.
- Рзаева, Агигат Али кызы — оперная, народная и эстрадная певица. Народная артистка Азербайджанской ССР (1943). Скульптор надгробного памятника — Натик Алиев.
- Рустамов, Саид Али оглы — композитор, педагог, дирижёр. Народный артист Азербайджанской ССР (1957).
- Тагизаде-Гаджибеков, Ниязи Зульфугар оглы — дирижёр и композитор. Народный артист СССР (1959). Герой Социалистического Труда. Скульптор надгробного памятника — Омар Эльдаров.
- Шушинский, Сеид — певец-ханенде.

### Кинематограф

Надгробный памятник Гусейну Араблинскому

- Алекперов, Алескер Гаджи Ага оглы — актёр. Народный артист СССР (1961).
- Алибейли, Энвер Аливерди оглы — сценарист.
- Алиев, Мирза Ага Али оглы — актёр театра и кино. Народный артист СССР (1949).
- Араблинский, Гусейн Мамед оглы — актёр театра и кино.
- Бадирбейли, Лейла Агалар кызы — актриса театра и кино. Скульптор надгробного памятника — Зейналабдин Искендеров[3].
- Башир Сафароглы — актёр. Народный артист Азербайджанской ССР (1968).
- Кадри, Фатьма Кадыровна — актриса. Народная артистка Азербайджанской ССР (1943).
- Курбанов, Агададаш Гюльмамед оглы — советский азербайджанский актёр.
- Курбанова, Окума Аббас кызы — актриса. Народная артистка СССР (1965).
- Давудова, Марзия Юсуф кызы — актриса театра и кино. Народная артистка Азербайджанской ССР (1936). Народная артистка СССР (1949).
- Зейналова, Насиба Джангир кызы — актриса. Народная артистка Азербайджанской ССР (1974).
- Ибрагимов, Аждар Муталлим оглы — кинорежиссёр, кинодраматург. Народный артист СССР (1991).
- Кязим Зия — актёр. Народный артист Азербайджанской ССР (1943).
- Мамедов, Мехти Асадулла оглы — режиссёр и актёр, народный артист СССР (1974).
- Марданов, Мустафа Ашум оглы — актёр, народный артист Азербайджана (1943).
- Сидги Рухулла — актёр. Народный артист Азербайджанской ССР (1938). Народный артист СССР (1949).

### Писатели и поэты
- Абдулла Шаиг — писатель.

Надгробный памятник Самеду Вургуну

Надгробный памятник Шихали Курбанову

- Абульфас, Али оглы (Аваз Садык) (1898—1956) — азербайджанский советский писатель.
- Али Назми — поэт, представитель реализма XX в. в азербайджанской литературе.
- Алиага Вахид — поэт, Заслуженный деятель искусств Азербайджанской ССР (1943).
- Ахвердиев, Абдуррагим-бек — писатель и драматург, классик азербайджанской литературы, Заслуженный деятель искусств Азербайджана (1928).
- Ахундов, Сулейман Сани — драматург, журналист, детский писатель и педагог.
- Велиев, Али Кара оглы — писатель, Народный писатель Азербайджанской ССР (1974).
- Вагабзаде, Бахтияр Махмуд оглы — народный поэт Азербайджана (1984), действительный член Национальной академии наук Азербайджана.
- Вургун, Самед — поэт и драматург, Заслуженный деятель искусств Азербайджанской ССР (1943), народный поэт Азербайджанской ССР (1956).
- Джаббарлы, Джафар Кафар оглы — драматург, поэт, театральный постановщик и сценарист. Надгробный памятник в виде горельефа изображает писателя за работой. Скульптор — Эльмира Гусейнова, архитектор — Ю. Кадымов (1969)[1].
- Джабир Новруз — поэт. Скульптор надгробного памятника — Натик Алиев.
- Ибрагимбеков, Максуд Мамед Ибрагим оглы — писатель.
- Ибрагимбеков, Рустам Мамед Ибрагим оглы — писатель.
- Ибрагимов, Мирза Аждар оглы — писатель, министр просвещения (1942—1947) и председатель Президиума Верховного Совета Азербайджанской ССР (1954—1958); Герой Социалистического Труда.
- Касумов, Имран Ашум оглы — писатель, драматург, сценарист. Заслуженный деятель искусств Азербайджанской ССР (1959), Народный писатель Азербайджанской ССР (1979).
- Курбанов, Шихали Курбан оглы — поэт, писатель, литературовед, учёный-филолог и секретарь ЦК КП Азербайджанской ССР по идеологии; по его инициативе в Советском Азербайджане было восстановлено празднование Новруза.
- Мамед Араз — поэт, публицист и переводчик, заслуженный деятель культуры Азербайджанской ССР (1978), заслуженный деятель искусств Азербайджанской ССР (1984), народный поэт Азербайджана (1991).
- Мамедкулизаде, Джалил Гусейнкули оглы — писатель-сатирик, журналист и просветитель.
- Мехти Гусейн — писатель и критик; автор первой азербайджанской исторической повести «Комиссар».
- Наби Хазри — поэт и драматург, народный поэт Азербайджанской ССР (1984).
- Ордубади, Мамед Саид — писатель, заслуженный деятель искусств Азербайджанской ССР (1938). Скульптор надгробного памятника — Ибрагим Зейналов.
- Рагим, Мамед — поэт, народный поэт Азербайджанской ССР (1964).
- Рагимов, Сулейман Гусейн оглы — писатель, Народный писатель Азербайджанской ССР (1960).Скульптор надгробного памятника — Омар Эльдаров.
- Рахман, Сабит — писатель, драматург и сценарист, заслуженный деятель искусств Азербайджанской ССР (1943).
- Рза, Расул — поэт, заслуженный деятель искусств Азербайджанской ССР (1944), народный поэт Азербайджанской ССР (1960), министр кинематографа Азербайджанской ССР (1948—1949).
- Рустамзаде, Сулейман — поэт и драматург, народный поэт Азербайджанской ССР (1960), Председатель Верховного Совета Азербайджанской ССР (1971—1989).
- Самедоглу, Вагиф — поэт и драматург, народный поэт Азербайджана.
- Самедоглу, Юсиф — народный писатель Азербайджана.
- Халил Рза Улутюрк — поэт.
- Шихлы, Исмаил — писатель, сценарист и литератор.
- Эфендиев, Ильяс Магомед оглы — писатель. Заслуженный деятель искусств Азербайджанской ССР (1960).Скульптор надгробного памятника — Натик Алиев.
- Эфендиев, Эльчин Ильяс оглы — доктор филологических наук. Народный писатель Азербайджана.

- Ягуб, Зелимхан — писатель.

### Художники, скульпторы и архитекторы

Надгробный памятник Азиму Азимзаде

- Абдуллаев, Микаил Гусейн оглы — живописец и график, народный художник СССР (1963). Скульптор надгробного памятника — Зейналабдин Искендеров[3].
- Абдурахманов, Фуад Гасан оглы — скульптор-монументалист, заслуженный деятель искусств Азербайджанской ССР (1943), народный художник Азербайджанской ССР (1955).
- Азимзаде, Азим Аслан оглы — художник и график, народный художник Азербайджанской ССР (1927).
- Алиев, Гусейн Алирза оглы — советский и азербайджанский художник-живописец. Народный художник Азербайджанской ССР (1982).
- Алиев, Камиль Мусеиб оглы — художник, народный художник Азербайджанской ССР (1980). Скульптор надгробного памятника — Зейналабдин Искендеров[3].
- Дадашев, Садых Алекпер оглы — архитектор. Авторы надгробного памятника — Микаэль Усейнов и С. Меркуров[5].
- Карягды, Джалал Магеррам оглы — скульптор, народный художник Азербайджанской ССР (1960).
- Касимзаде, Энвер Али оглы — архитектор, заслуженный строитель Азербайджанской ССР (1960).
- Керимов, Лятиф Гусейн оглы — азербайджанский ковроткач, известный своим вкладом как в ковроткачество Азербайджана, так и в другие различные отрасли искусства.
- Мустафаев, Рустам Мамед оглы — театральный художник; один из основоположников театрально декорационного искусства Азербайджана.
- Сабсай, Пинхос Владимирович — скульптор, Заслуженный деятель искусств Азербайджанской ССР (1959), Народный художник СССР (1973).
- Усейнов, Микаэль Алескерович — архитектор и историк архитектуры, Народный архитектор СССР (1970), Герой Социалистического Труда.
- Салахов, Таир Теймурович — живописец, народный художник СССР (1973), Герой Социалистического Труда.

### Политики

Надгробный памятник Гейдару Алиеву

Могила Абульфаза Эльчибея

Надгробный памятник Афияддину Джалилову

- Абилов, Ибрагим Махаррам оглы — первый и последний посол Азербайджанской ССР в Османской империи.
- Агаев, Бёюк Мамед оглы — министр здравоохранения Азербайджанской ССР (1958—1963).
- Агамалы оглы, Самед Ага — народный комиссар земледелия Азербайджанской ССР (1920), Председатель ЦИК Азербайджанской ССР (1922—1929).
- Айдынбеков, Салам Мухтадир оглы — председатель Совета Министров Дагестанской АССР (1948—1951).
- Алиев, Азиз Мамед Керим оглы — народный комиссар здравоохранения Азербайджанской ССР (1939—1941), Председатель Верховного Совета Азербайджанской ССР (1941—1944), Первый секретарь Дагестанского областного комитета ВКП(б) (1942—1948).
- Алиев, Гейдар Алирза оглы — первый секретарь ЦК КП Азербайджанской ССР (1969—1982), президент Азербайджана (1993—2003).
- Алиев, Махмуд Исмаилович — народный комиссар иностранных дел Азербайджанской ССР (1944—1946), министр иностранных дел Азербайджанской ССР (1946—1958).
- Асадов, Магомед Наби оглы — министр внутренних дел Азербайджана (1991), генерал-майор.
- Везиров, Сулейман Азадович — министр нефтяной промышленности Азербайджанской ССР (1954—1959), Герой Социалистического Труда.
- Гаджиев, Гуси Гусейнали оглы — народный комиссар юстиции, прокурор Азербайджанской ССР.
- Гаджиев, Зульфи Салех оглы — первый секретарь Сумгаитского горкома партии.
- Гаджиев, Назим Мамедия оглы (1924—1962) — секретарь ЦК КП Азербайджана (1960—1962).
- Гейдаров, Ариф Назар оглы — министр внутренних дел Азербайджанской ССР (1970—1978), генерал-лейтенант.
- Гейдаров, Назар Гейдар оглы — председатель Президиума Верховного Совета Азербайджанской ССР (1949—1954); отец Арифа Гейдарова.
- Джалилов, Афияддин Джалил оглы — председатель Совета Министров (1989—1990) и Верховного совета Нахичеванской ССР (1990), первый секретарь Нахичеванского областного комитета КП Азербайджанской ССР (1990—1991), председатель Верховного Меджлиса Нахичеванской Автономной Республики (1990—1991).
- Джафаров, Вагиф Джафар оглы — депутат Верховного Совета СССР (1989—1991).
- Джафаров, Сафтар Мамед оглы — председатель Президиума Верховного Совета Азербайджанской ССР (1959—1961).
- Эльчибей, Абульфаз Гадиргулу оглы — президент Азербайджана (1992—1993).
- Ибрагимов, Али Исмаил оглы — председатель Совета Министров Азербайджанской ССР (1970—1981).
- Касимов, Юсуф Ибад оглы (1896-1957)  -  руководящий партийный работник в Азербайджане, Ленинграде и Восточной Сибири.
- Касумов, Мир Башир Фаттах оглы — нарком социального обеспечения Азербайджанской ССР (1935—1937), Председатель ЦИК (1937—1938) и Президиума Верховного Совета Азербайджанской ССР (1938—1949). Авторы надгробного памятника — Микаэль Усейнов и Г. Ахмедов[6].
- Кафарова, Эльмира Микаил кызы — министр просвещения (1980—1983), иностранных дел Азербайджанской ССР (1983—1987), Председатель Президиума Верховного Совета Азербайджанской ССР (1989—1990) и Верховного Совета Азербайджана(1990—1992).
- Лемберанский, Алиш Джамилевич — председатель Бакинского городского исполнительного комитета СДТ (мэр Баку) (1959—1966).
- Магомаев, Джамаладдин Муслим оглы — министр местной промышленности Азербайджанской ССР, постоянный представитель СМ Азербайджанской ССР при СМ СССР (1962—1977); дядя композитора Муслима Магомаева.
- Мамедов, Вели Гусейн оглы — публицист, первый секретарь им. 26 Бакинских комиссаров райкома партии (1988—1990), народный депутат СССР.
- Мустафаев, Имам Дашдемир оглы — министр сельского хозяйства (1947—1950) и первый секретарь ЦК КП Азербайджанской ССР (1954—1959).
- Муталибов, Аяз Ниязи оглы — председатель Совета Министров Азербайджанской ССР (1989—1990), Первый секретарь ЦК Компартии Азербайджана (1990—1991), первый и единственный президент Азербайджанской ССР (1990—1991), первый президент Азербайджана (1991—1992).
- Намазалиев, Гурбан Гусейн оглы — заместитель министра мелиорации и водного хозяйства Азербайджанской ССР (1991).
- Насруллаев, Насрулла Идаят оглы — первый секретарь Бакинского городского комитета КП (1961—1966) и министр связи Азербайджанской ССР (1969—1974).
- Рагимов, Садых Гаджи Ярали оглы — министр текстильной промышленности (1946—1949), легкой промышленности (1949—1952 и 1965—1975), коммунального хозяйства (1953) и промышленных товаров широкого потребления Азербайджанской ССР (1953—1954), председатель Совета Министров Азербайджанской ССР (1954—1958).
- Расизаде, Шамиль Алиевич — заместитель председателя Совета министров Азербайджанской ССР (1970—1984).
- Таги-заде, Али Али оглы — народный комиссар социального обеспечения и труда Армянской ССР (1929—1932), председатель Верховного Совета Азербайджанской ССР (1959—1963).
- Халилов, Курбан Али оглы — министр финансов Азербайджанской ССР (1958—1969), председатель Президиума Верховного Совета Азербайджанской ССР (1969—1985).

### Военачальники

Надгробный памятник Гусейну Расулбекову

- Абилов, Махмуд Абдул-Рза оглы — советский военачальник, генерал-майор.
- Азизбеков, Азизага Мешади оглы — советский военачальник, генерал-майор интендантской службы; сын революционера, одного из 26 бакинских комиссаров Мешади Азизбекова.
- Гамидов, Мамедшариф Габибулла оглы — участник Великой Отечественной войны, генерал-майор, военный комиссар Азербайджанской ССР, погиб при исполнении служебных обязанностей в 1969 году.
- Дашков, Алексей Семёнович (1915—1965) — генерал-майор медицинской службы, начальник военного госпиталя.
- Джанизаде, Халис Мир Сабир оглы — генерал-майор внутренней службы, первый заместитель министра внутренних дел Азербайджанской ССР.
- Зейналов, Гаджибаба Мамед оглы — генерал-майор, командир 402-й азербайджанской стрелковой дивизии.
- Зюванов, Владимир Павлович — советский военачальник, генерал-майор.
- Кулешов, Иван Захарович — Герой Советского Союза.
- Кязимов, Салахаддин Иса оглы — генерал-майор. Герой Советского Союза.
- Левин, Семен Самуилович — полковник. Герой Советского Союза.
- Магерамов, Мелик Меликович — Герой Советского Союза.
- Меджидов, Рашид Асад оглы — советский и азербайджанский военный и государственный деятель, полковник, водрузивший знамя над зданием советского посольства в Берлине во время битвы за города.
- Мустафаев, Хыдыр Гасан оглы — Герой Советского Союза.
- Расулбеков, Гусейн Джумшудович — советский военачальник, генерал-лейтенант артиллерии, министр связи Азербайджанской ССР (1975—1984).
- Рафиев, Наджафгулу Раджабали оглы — Герой Советского Союза.
- Рзаев, Джамалетдин Самед оглы — участник Великой Отечественной войны, полковник внутренней службы, первый заместитель министра внутренних дел Азербайджанской ССР.
- Сафаров, Фарис Меджидович — Герой Советского Союза.
- Сафонов, Илья Моисеевич — Герой Советского Союза.
- Федоренко, Степан Алексеевич — Герой Советского Союза.
- Мирзаев, Мурад Тельман оглы — Национальный герой Азербайджана.

### Революционеры

Надгробный памятник Али Байрамову

- Агаев, Бахрам Джафар оглы — участник Первой русской революции и Конституционной революции в Иране, Председатель ЦК партии «Адалят» и член РСДРП.
- Алиев, Гашим Бадал оглы — революционер.
- Байрамов, Али Байрам оглы — один из руководителей «Гуммет»; его имя некогда носил город Ширван.
- Байрамова, Джейран Ширин кызы — одна из первых коммунисток-азербайджанок, играла значительную роль в общественной жизни азербайджанских женщин.
- Гандюрин, Иван Егорович — участник революционного рабочего движения в Баку, член большевистской партии.
- Исмаилов, Касум Исмаил оглы — революционер-большевик, председатель Гянджинского уездного исполнительного комитета (1922); его именем был назван город Геранбой.
- Мамедьяров, Мамед Мамедгулу оглы — рабочий-большевик, участник первомайской демонстрации и всеобщей июльской стачки 1903 г., председатель Маштагинского исполкома Совета крестьянских депутатов (1918).
- Мусеви, Мирфаттах Али оглы — член партии Гуммет, заместитель начальника Государственного комитета обороны АДР.
- Пишевари, Сеид Джафар — иранский революционный деятель, член РСДРП, один из основателей Коммунистической партии Ирана, председатель Демократической партии Азербайджана, президент Национального правительства Азербайджана (1945—1946).
- Сулейман Нури — турецкий коммунист, инициатор создания Бакинской организации турецких коммунистов.

### Учёные

Надгробный памятник Зия Буниятову

Надгробный памятник Фарамазу Максудову

- Абдуллаев, Гасан Мамедбагир оглы — советский и азербайджанский физик, Президент АН Азербайджанской ССР.
- Абрамович, Михаил Владимирович — геолог, один из первых членов Академии Наук Азербайджанской ССР.
- Азизбеков, Шамиль Абдулрагим оглы — геолог.
- Азизбекова, Пюста Азизага кызы — историк, директор Музея истории Академии наук Азербайджанской ССР, академик; внучка революционера и одного из 26 бакинских комиссаров Мешади Азизбекова.
- Алиев, Агиль Алирза оглы — учёный-экономист, член-корреспондент НАН Азербайджана; младший брат президента Азербайджана Гейдара Алиева.
- Алиев, Джалал Алирза оглы — учёный-селекционер и государственный деятель
- Алиев, Тамерлан Азиз оглы — учёный, заслуженный деятель науки Азербайджанской ССР , доктор медицины , профессор.
- Алиев, Гасан Алирза оглы — учёный, академик АН Азербайджанской ССР. Скульптор надгробного памятника — Омар Эльдаров.
- Алиева, Зарифа Азиз кызы — офтальмолог, академик Академии наук Азербайджана, профессор; супруга президента Азербайджана Гейдара Алиева и мать президента Ильхама Алиева.
- Бабазаде, Баба Гурбангулу оглы — геолог.
- Буниятов, Зия Мусаевич — учёный-востоковед, академик Академии наук Азербайджана, Герой Советского Союза. Скульптор надгробного памятника — Омар Эльдаров.
- Гулиев, Алиовсат Наджафгулу оглы — учёный-историк, член-корреспондент Академии наук Азербайджанской ССР.
- Гулизаде, Мамедпаша Пири оглы (1914—1994) — советский учёный в области горной науки.
- Гусейнов, Гейдар Наджаф оглы — философ, академик АН Азербайджанской ССР; лауреат двух Сталинских премий.
- Гусейнов, Исмаил Аббас оглы — историк, академик АН Азербайджанской ССР; первый доктор исторических наук — азербайджанец.
- Джавадзаде, Мирмамед Джавад оглы — советский и азербайджанский уролог; доктор медицинских наук, профессор; академик АН Азербайджанской ССР (1980), член-корреспондент АМН СССР (1974), лауреат Государственной премии СССР.
- Ибрагимов, Зульфали Имамали оглы — историк, член-корреспондент АН Азербайджанской ССР.
- Ибрагимов, Ибрагим Ибиш оглы — математик, академик АН Азербайджанской ССР; первый в Азербайджане (1939) под руководством А. О. Гельфонда защитил кандидатскую диссертацию.
- Ильин, Фёдор Николаевич (1873—1959) — российский, затем советский, врач-гинеколог, заслуженный деятель науки Азербайджанской ССР, русский советский писатель-фантаст.
- Исмаилов, Рустам Гаджиали оглы — химик и технолог, президент АН Азербайджанской ССР.
- Караев, Абдулла Исмаил оглы — учёный-физиолог, академик АН Азербайджанской ССР (1949).
- Кашкай, Мир-Али Сеид-Али оглы — выдающийся азербайджанский и советский геолог, автор множества трудов в области геоморфологии и стратиграфии.
- Лотфи Заде — американский математик и логик, основатель теории нечётких множеств и нечёткой логики, профессор Калифорнийского университета (Беркли).
- Максудов, Фарамаз Газанфар оглы — математик, Президент НАН Азербайджана.
- Маковельский, Александр Осипович — русский и азербайджанский философ и историк, член-корреспондент АН СССР (1946), академик АН Азербайджанской ССР (1949).
- Дадаш-заде, Мамед Ариф Магеррам оглы — литературовед и критик, председатель Верховного Совета Азербайджанской ССР (1963—1967), заслуженный деятель науки Азербайджанской ССР (1960).
- Мамедалиев, Юсиф Гейдар оглы — химик, президент АН Азербайджанской ССР.
- Меликов, Фируз Али оглы — селекционер и зоотехник, академик АН Азербайджанской ССР, академик ВАСХНИЛ, Заслуженный деятель науки Азербайджанской ССР (1941).
- Мехтиев, Шафаят Фархад оглы — геолог, академик АН Азербайджанской ССР.
- Миркасимов, Мир Асадулла Мир Алескер оглы — первый ученый-хирург — азербайджанец, академик, первый президент Академии наук Азербайджана, основатель современного медицинского образования и науки в Азербайджане.
- Мирзаджанзаде, Азад Халил оглы — учёный-технолог, академик НАН Азербайджана.
- Нагиев, Муртуза Фатулла оглы — физикохимик, академик АН Азербайджанской ССР.
- Негреев, Всеволод Федорович — специалист в области коррозии металлов, профессор, член-корреспондент АН Азербайджанской ССР, лауреат Государственной премии СССР.
- Расулов, Меджид Лятиф оглы — учёный-математик, Заслуженный деятель науки Азербайджанской ССР (1989), действительный член АН Азербайджанской ССР.
- Топчибашев, Мустафа Агабек оглы — учёный-хирург, академик АН Азербайджанской ССР и Академии медицинских наук СССР, председатель Верховного Совета Азербайджанской ССР (1953—1955 и 1967—1971), Заслуженный деятель науки Азербайджанской ССР (1940), Герой Социалистического Труда.
- Халилов, Захид Исмаил оглы — математик и механик, президент АН Азербайджанской ССР.
- Эфендиев, Гейдар Халил оглы — геохимик, член-корреспондент АН Азербайджанской ССР.
- Эфендиев, Фуад Аладдин оглы — хирург, член-корреспондент АН Азербайджанской ССР.
- Якубов, Ахад Алекпер оглы — геолог, академик АН Азербайджанской ССР.

### Религиозные деятели
- Александр (Ищеин) — архиепископ Бакинский и Азербайджанский (1999—2021), архиерей РПЦ.

### Другие

Могила Басти Багировой

- Азизов, Тофиг Мусейиб оглы — председатель Государственного комитета по имуществу.
- Багирова, Басти Масим кызы — хлопковод, Дважды Герой Социалистического Труда (1947, 1950).
- Байрамзаде, Алирза Бахшали оглы — начальник управления энергетики Совнархоза Азербайджанской ССР.
- Гаибов, Исмет Исмаил оглы — генеральный прокурор Азербайджана.
- Джеваншир, Гамида — меценат и феминистка; супруга Джалила Мамедкулизаде.
- Нейматулла, Ага — советский и азербайджанский нефтяник, дважды лауреат Сталинской премии.
- Зардаби, Гасан-бек — азербайджанский просветитель и публицист, редактор первой азербайджанской газеты.
- Исмаилов, Тофик Кязим оглы — генеральный директор — главный конструктор научно-производственного объединения космических исследований Главкосмоса СССР, государственный секретарь Азербайджана (1991).
- Мамед Джафар — литературный критик.
- Мирзоев, Осман Мирзоевич — журналист, писатель и публицист, Заслуженный журналист Азербайджанской ССР (1988).Скульптор надгробного памятника — Натик Алиев.
- Плавский, Игорь Александрович — прокурор НКАО.
- Рагимов, Шамси Нуру оглы — начальник Особого управления при президенте Азербайджана.
- Сеидзаде, Багир Гасым оглы — секретарь советского консульства в Маку (Иран) в 1940-х гг.
- Гадиров, Абдулла Мурад оглы
- Гасымов Салим Гасым оглы
- Гасымов Юсиф Ибад оглы
- Гасымова, Эмиля Кондратьевна
- Гулам, Яхья
- Гулиев, Пири Достмамед оглы (Уста Пири) — известный работник нефтяной промышленности, Герой Социалистического Труда
- Гусейнзаде, Ариф Исмаил оглы
- Гусейнов, Алескер Нурали оглы
- Гусейнов, Гаджибала Гусейнали оглы
- Гусейнов, Кямран Асад оглы — секретарь ВЦСПС, заместитель председателя Совета Министров Азербайджанской ССР, председатель Торгово-промышленной палаты Азербайджана
- Дадашов, Мусейиб Мирза оглы
- Джафаров, Джафар Гусейнгулу оглы
- Зайцев, Григорий Алексеевич
- Ибрагимов, Гаджага Халил оглы
- Искендеров, Мамед Салман оглы — советский хозяйственный, государственный и политический деятель
- Киселёв, Александр Арсеньевич (1907—1956) — генерал
- Мамедов, Абульфат Гейдар оглы — народный комиссар земледелия Азербайджанской ССР
- Мамедов, Джалил Фарзали оглы
- Мамедов, Мамед Гусейн оглы
- Мамедов, Мамедага Ахмед оглы
- Мамедов, Рафиг Мамед оглы
- Мельников, Михаил Пименович
- Мусаев, Сафияр Бейлар оглы
- Наджафов, Гусейн Гуммет оглы
- Наджафов, Ниязи Наджафгулу оглы
- Поладов, Мёхсун Муса оглы
- Протоковец, Евгений Георгиевич — заместитель председателя Совета Министров Азербайджанской ССР
- Рассказов, Владимир Григорьевич
- Рустамов, Наби Рустам оглы
- Садыгзаде, Натиг Сахиб оглы
- Сардарова, Руба Салман гызы
- Султанов, Шамсаддин Гурбан оглы
- Ткаченко, Константин Владимирович — известный специалист в области тушения пожаров газовых и нефтяных фонтанов, начальник Управления пожарной охраны МВД Азербайджанской ССР, полковник внутренней службы
- Халафов, Рафиг Расул оглы
- Халилов, Мамед Рза оглы
- Чикарев, Иван Никифорович
- Эминбейли, Эмин Хидаят оглы